# Lectisternio
Il Lectisternio (dal lat. lectos sternere, "distendere i cuscini") era una cerimonia religiosa romana di origine greca (vedi la consimile pratica delle Teossènie), in cui si offrivano abbondanti e ricchi banchetti alle divinità.
La terminologia "stendere i cuscini" deriva dall'usanza di cibarsi su comodi lettini triclinari. 
Usanza attestata sia in Grecia che in ambiente etrusco-italico, celebri le raffigurazioni etrusche di tali banchetti.
La tradizione romana tramanda che la prima volta tale cerimonia ebbe luogo nel 399 a.C. (Tribuni consolari Gneo Genucio Augurino, Lucio Atilio Prisco, Marco Pomponio Rufo, Gaio Duilio Longo, Marco Veturio Crasso Cicurino e Volero Publilio Filone) decretata dal collegio dei duumviri sacris faciundis, in occasione di un'epidemia.
La cerimonia in quell'occasione venne dedicata a tali divinità: Apollo, Latona, Ercole, Diana, Mercurio e Nettuno. 
insanabile flagello (o almeno a trovare una via d'uscita), per decreto del senato vennero consultati i libri sibillini. Allora, per la prima volta nella storia di Roma, i duumviri preposti ai riti sacri celebrarono il rito del lettisternio e per otto giorni cercarono di riconciliarsi il
favore di Apollo, Latona, Diana, Ercole, Mercurio e Nettuno imbandendo tre letti con il massimo di sontuosità possibile per l'epoca. Questo rito fu celebrato anche privatamente. In tutta la città le porte rimasero aperte, nei cortili delle case vennero collocati tavoli con ogni genere di vivande destinate a chiunque passasse, gli estranei, noti e ignoti, erano (stando a quanto si racconta) dovunque i benvenuti, la gente scambiava parole cortesi anche con i nemici personali e ci si astenne dalle liti e dai diverbi. In quei giorni vennero tolte le catene ai prigionieri e in séguito ci si fece scrupolo di rimetterle a coloro a cui gli dèi avevano concesso quell'aiuto.»
("Ab Urbe Condita", V,13,4.)
Durante la cerimonia venivano collocati dei letti triclinari dove venivano posti dei cuscini su cui venivano poste le statuette delle divinità. In un periodo successivo alle divinità femminili vennero destinate delle sedie (Sellisternia).